# دون كيرنز
دون كيرنز هو لاعب هوكي جليد كندي، ولد في 8 أكتوبر 1955 في رد دير في كندا.

## وصلات خارجية
- دون كيرنز على موقع دوري الهوكي الوطني (الإنجليزية)
- دون كيرنز على موقع قاعة مشاهير الهوكي (لاعب أن.إتش.أل) (الإنجليزية)
- دون كيرنز على موقع EliteProspects.com (الإنجليزية)
- دون كيرنز على موقع HockeyDB.com (الإنجليزية)
- دون كيرنز على موقع Hockey-Reference.com (الإنجليزية)